# Parma Associazione Sportiva 1965-1966
Questa Pagina Raccoglie le informazioni riguardanti il Parma Associazione Sportiva nelle competizioni ufficiali della stagione 1965-1966.

## Stagione
Nella stagione 1965-1966 il Parma disputa il girone A del campionato di Serie C, con 25 punti in classifica si piazza in penultima posizione e retrocede in Serie D con la Trevigliese e con L'Ivrea. Il campionato è stato dal Savona con 45 punti davanti all'Udinese con 43 punti, i liguri salgono in Serie B.
La discesa in Serie C si trasforma in una rovinosa caduta che precipita il Parma in Serie D. Giuseppe Agnetti, dopo sette stagioni esce di scena dai vertici societari, ma i propositi di rivincita si rivelano inutili. L'incarico di allenatore viene affidato ad Ivano Corghi, che è costretto a fare di necessità virtù e a plasmare la squadra con gli elementi che ha a disposizione. In campionato la difesa risulta la sesta migliore del girone, ma l'attacco è il peggiore del girone A con solo 15 reti in 34 partite, con questi numeri non si può evitare una nuova retrocessione in quarta serie, categoria nella quale il calcio parmense non aveva mai partecipato. L'arrivo del nuovo allenatore Dante Boni in sostituzione di Ivano Corghi, non da i risultati attesi. All'ultima di campionato a Piacenza il Parma è in vantaggio fino a 14 minuti dal termine, si prospetta uno spareggio salvezza con la Mestrina, poi l'amaro finale con l'uno due dei piacentini, che sprofondano i crociati. Armando Onesti con 5 reti risulta il miglior realizzatore dei ducali.

## Rosa
| N. |                   | Ruolo | Calciatore          |
| -- | ----------------- | ----- | ------------------- |
|    | Italia (bandiera) | C     | Giuseppe Bruschi    |
|    | Italia (bandiera) | A     | Luigi Capelli       |
|    | Italia (bandiera) | D     | Gianfranco Carra    |
|    | Italia (bandiera) | D     | Antonio Cervi       |
|    | Italia (bandiera) | A     | Franco Deasti       |
|    | Italia (bandiera) | C     | Luigi Donelli       |
|    | Italia (bandiera) | A     | Mario Ferraguti     |
|    | Italia (bandiera) | C     | Francesco Ferrarini |
|    | Italia (bandiera) | C     | Gianpaolo Fontana   |
|    | Italia (bandiera) | C     | Claudio Govi        |
|    | Italia (bandiera) | D     | Giuseppe Grulla     |
|    | Italia (bandiera) | A     | Paolo Laurenti      |
|    | Italia (bandiera) | P     | Enzo Magnanini      |

| N. |                   | Ruolo | Calciatore        |
| -- | ----------------- | ----- | ----------------- |
|    | Italia (bandiera) | A     | Giuseppe Mattei   |
|    | Italia (bandiera) | A     | Emilio Melli      |
|    | Italia (bandiera) | A     | Armando Onesti    |
|    | Italia (bandiera) | D     | Ermes Polli       |
|    | Italia (bandiera) | C     | Carlo Rancati     |
|    | Italia (bandiera) | D     | Rosario Rivellino |
|    | Italia (bandiera) | C     | William Rizzi     |
|    | Italia (bandiera) | D     | Aldo Silvagna     |
|    | Italia (bandiera) | C     | Silvio Smersy     |
|    | Italia (bandiera) | C     | Giancarlo Tassi   |
|    | Italia (bandiera) | P     | Gianni Uccelli    |
|    | Italia (bandiera) | A     | Giorgio Vernizzi  |
|    | Italia (bandiera) | C     | Roberto Zurlini   |

## Risultati

### Girone di andata
| Arbitro: | Gandiolo (Alessandria) |

|  |           |           |
|  | Marcatori | 37’ Girol |

| Arbitro: | Gastaldi (Pavia) |

|           |           |  |
| Lanza 66’ | Marcatori |  |

| Parma 3 ottobre 1965 3ª giornata | Parma             | 0 – 0 | Entella | Stadio Ennio Tardini\| Arbitro: \| Valagussa (Lecco) \| |
| Arbitro:                         | Valagussa (Lecco) |       |         |                                                         |

| Arbitro: | Beccaria (Lecco) |

|                              |           |  |
| Bressan 40’ Polli 65’ (aut.) | Marcatori |  |

| Parma 17 ottobre 1965 5ª giornata | Parma        | 0 – 0 | Mestrina | Stadio Ennio Tardini\| Arbitro: \| Bosso (Asti) \| |
| Arbitro:                          | Bosso (Asti) |       |          |                                                    |

| Arbitro: | Di Gioia (Torino) |

|                                     |           |  |
| Gittone 14’ Bertani 33’ Taccola 74’ | Marcatori |  |

| Arbitro: | Lazzaroni (Milano) |

|            |           |                           |
| Onesti 45’ | Marcatori | 7’ Magri 52’ (rig.) Porra |

| Arbitro: | Torra (Voghera) |

|                  |           |  |
| Magheri 18’, 67’ | Marcatori |  |

| Arbitro: | Cardelli (Carrara) |

|           |           |            |
| Stocco 3’ | Marcatori | 29’ Deasti |

| Arbitro: | Sorrentino (Roma) |

|            |           |            |
| Onesti 12’ | Marcatori | 60’ Brenna |

| Parma 28 novembre 1965 11ª giornata | Parma            | 0 – 0 | C.R.D.A. Monfalcone | Stadio Ennio Tardini\| Arbitro: \| Torelli (Milano) \| |
| Arbitro:                            | Torelli (Milano) |       |                     |                                                        |

| Arbitro: | Gallego (Treviso) |

|                                    |           |            |
| Palcini 30’ (rig.) 61’ Canzian 73’ | Marcatori | 67’ Onesti |

| Arbitro: | Canova (Milano) |

|                      |           |  |
| Deasti 8’ Mattei 81’ | Marcatori |  |

| Arbitro: | Moretto (San Donà di Piave) |

|             |           |                     |
| Passera 23’ | Marcatori | 7’ (aut.) Rigamonti |

| Arbitro: | Cattivello (Udine) |

|                   |           |            |
| Deasti 19’ (rig.) | Marcatori | 80’ Crespi |

| Cremona 9 gennaio 1965 16ª giornata | Cremonese              | 0 – 0 | Parma | Stadio Giovanni Zini\| Arbitro: \| Cicconetti (Pordenone) \| |
| Arbitro:                            | Cicconetti (Pordenone) |       |       |                                                              |

| Parma 16 gennaio 1966 17ª giornata | Parma                | 0 – 0 | Piacenza | Stadio Ennio Tardini\| Arbitro: \| Accomazzo (Vercelli) \| |
| Arbitro:                           | Accomazzo (Vercelli) |       |          |                                                            |

### Girone di ritorno
| Arbitro: | Scolari (Verona) |

|            |           |  |
| Sironi 82’ | Marcatori |  |

| Parma 30 gennaio 1966 19ª giornata | Parma             | 0 – 0 | Rapallo Ruentes | Stadio Ennio Tardini\| Arbitro: \| Boscolo (Venezia) \| |
| Arbitro:                           | Boscolo (Venezia) |       |                 |                                                         |

| Chiavari 6 febbraio 1966 20ª giornata | Entella          | 0 – 0 | Parma | Stadio Comunale\| Arbitro: \| Casarin (Mestre) \| |
| Arbitro:                              | Casarin (Mestre) |       |       |                                                   |

| Parma 13 febbraio 1966 21ª giornata | Parma            | 0 – 0 | Treviso | Stadio Ennio Tardini\| Arbitro: \| Fuschi (Pescara) \| |
| Arbitro:                            | Fuschi (Pescara) |       |         |                                                        |

| Arbitro: | Levrero (Genova) |

|                          |           |  |
| Brocchi 14’ Bresolin 31’ | Marcatori |  |

| Arbitro: | Lattanzi (Roma) |

|            |           |             |
| Onesti 41’ | Marcatori | 35’ Corucci |

| Valdagno 6 marzo 1966 24ª giornata | Marzotto Valdagno | 0 – 0 | Parma | Stadio dei Fiori\| Arbitro: \| Giola (Pisa) \| |
| Arbitro:                           | Giola (Pisa)      |       |       |                                                |

| Parma 13 marzo 1966 25ª giornata | Parma                      | 0 – 0 | Biellese | Stadio Ennio Tardini\| Arbitro: \| De Marco (Torre del Greco) \| |
| Arbitro:                         | De Marco (Torre del Greco) |       |          |                                                                  |

| Parma 20 marzo 1966 26ª giornata | Parma         | 0 – 0 | Ivrea | Stadio Ennio Tardini\| Arbitro: \| Lupi (Genova) \| |
| Arbitro:                         | Lupi (Genova) |       |       |                                                     |

| Arbitro: | Sammicheli (Firenze) |

|              |           |  |
| Marchiol 79’ | Marcatori |  |

| Monfalcone 3 aprile 1966 28ª giornata | C.R.D.A. Monfalcone | 0 – 0 | Parma | Stadio Cantieri riuniti dell'Adriatico\| Arbitro: \| Rostagno (Torino) \| |
| Arbitro:                              | Rostagno (Torino)   |       |       |                                                                           |

| Arbitro: | Menegali (Roma) |

|             |           |  |
| Capelli 74’ | Marcatori |  |

| Arbitro: | Fioretti (Roma) |

|                  |           |             |
| Bosdaves 3’, 66’ | Marcatori | 26’ Fontana |

| Arbitro: | Bianchi (Firenze) |

|                          |           |  |
| Capelli 78’ Silvagna 84’ | Marcatori |  |

| Arbitro: | Cantelli (Firenze) |

|               |           |            |
| Carminati 13’ | Marcatori | 65’ Onesti |

| Parma 15 maggio 1966 33ª giornata | Parma          | 0 – 0 | Cremonese | Stadio Ennio Tardini\| Arbitro: \| Malerba (Roma) \| |
| Arbitro:                          | Malerba (Roma) |       |           |                                                      |

| Arbitro: | Pfiffner (Torino) |

|                     |           |             |
| Brasi 74’ Tasso 81’ | Marcatori | 14’ Capelli |

## Statistiche

### Statistiche dei giocatori
|                | Giocatore           | Campionato | Campionato |
| Pres           | Giocatore           | Gol        |            |
| -------------- | ------------------- | ---------- | ---------- |
| Portieri       | Gianni Uccelli      | 25         | -16        |
| Portieri       | Enzo Magnanini      | 9          | -12        |
| Difensori      | Giuseppe Grulla     | 28         | 0          |
| Difensori      | Giuseppe Bruschi    | 3          | 0          |
| Difensori      | Antonio Cervi       | 9          | 0          |
| Difensori      | Gian Paolo Fontana  | 28         | 1          |
| Difensori      | Ermes Polli         | 29         | 0          |
| Difensori      | Gian Franco Carra   | 1          | 0          |
| Difensori      | Aldo Silvagna       | 31         | 1          |
| Difensori      | Rosario Rivellino   | 29         | 0          |
| Centrocampisti | Gian Carlo Tassi    | 19         | 0          |
| Centrocampisti | Mario Ferraguti     | 1          | 0          |
| Centrocampisti | Roberto Zurlini     | 25         | 0          |
| Ali            | Luigi Capelli       | 8          | 3          |
| Ali            | Paolo Laurenti      | 5          | 0          |
| Ali            | Franco Deasti       | 16         | 3          |
| Ali            | Giorgio Vernizzi    | 6          | 0          |
| Ali            | Luciano Vitali      | 4          | 0          |
| Attaccanti     | Francesco Ferrarini | 12         | 0          |
| Attaccanti     | Luigi Donelli       | 2          | 0          |
| Attaccanti     | Claudio Govi        | 4          | 0          |
| Attaccanti     | Emilio Melli        | 5          | 0          |
| Attaccanti     | Giuseppe Mattei     | 6          | 1          |
| Attaccanti     | Armando Onesti      | 27         | 5          |
| Attaccanti     | Carlo Rancati       | 22         | 0          |
| Attaccanti     | William Rizzi       | 14         | 0          |
| Attaccanti     | Silvio Smersy       | 1          | 0          |